# Bahntower
Bahntower är en 103 meter hög skyskrapa i centrala Berlin, belägen vid Potsdamer Platz och i stadsdelen Tiergarten. Skyskrapan innehåller kontor åt Deutsche Bahn och ligger alldeles bredvid Sony Center. Grannskyskrapan Kollhoff Tower är lika hög.

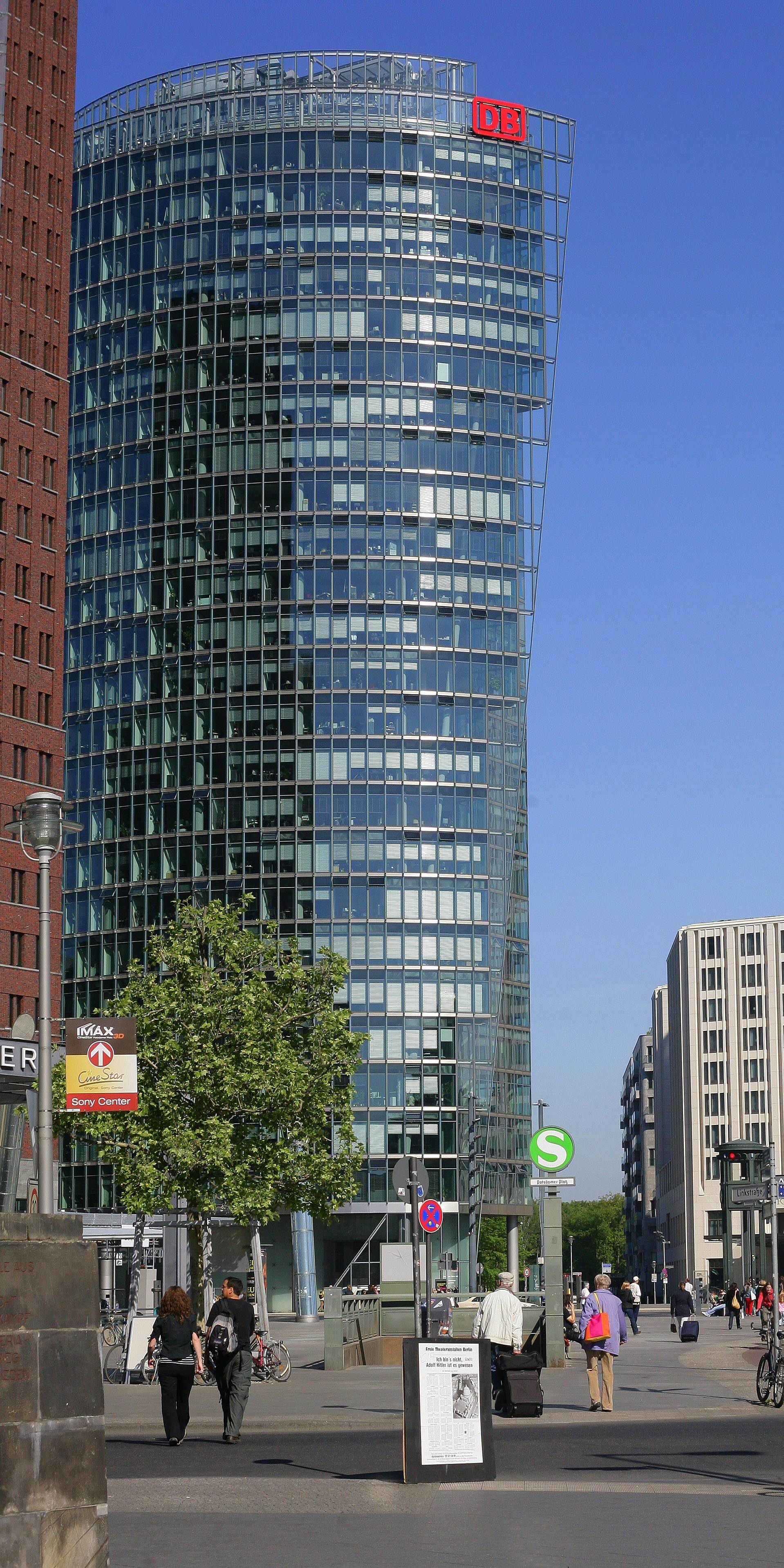
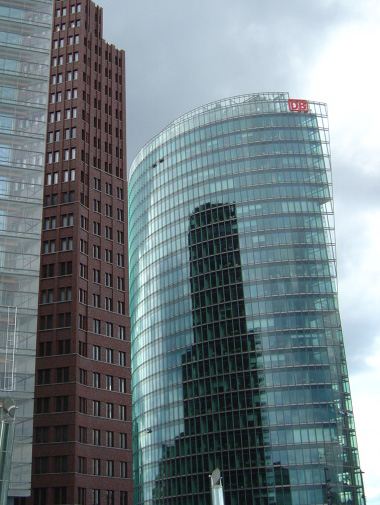
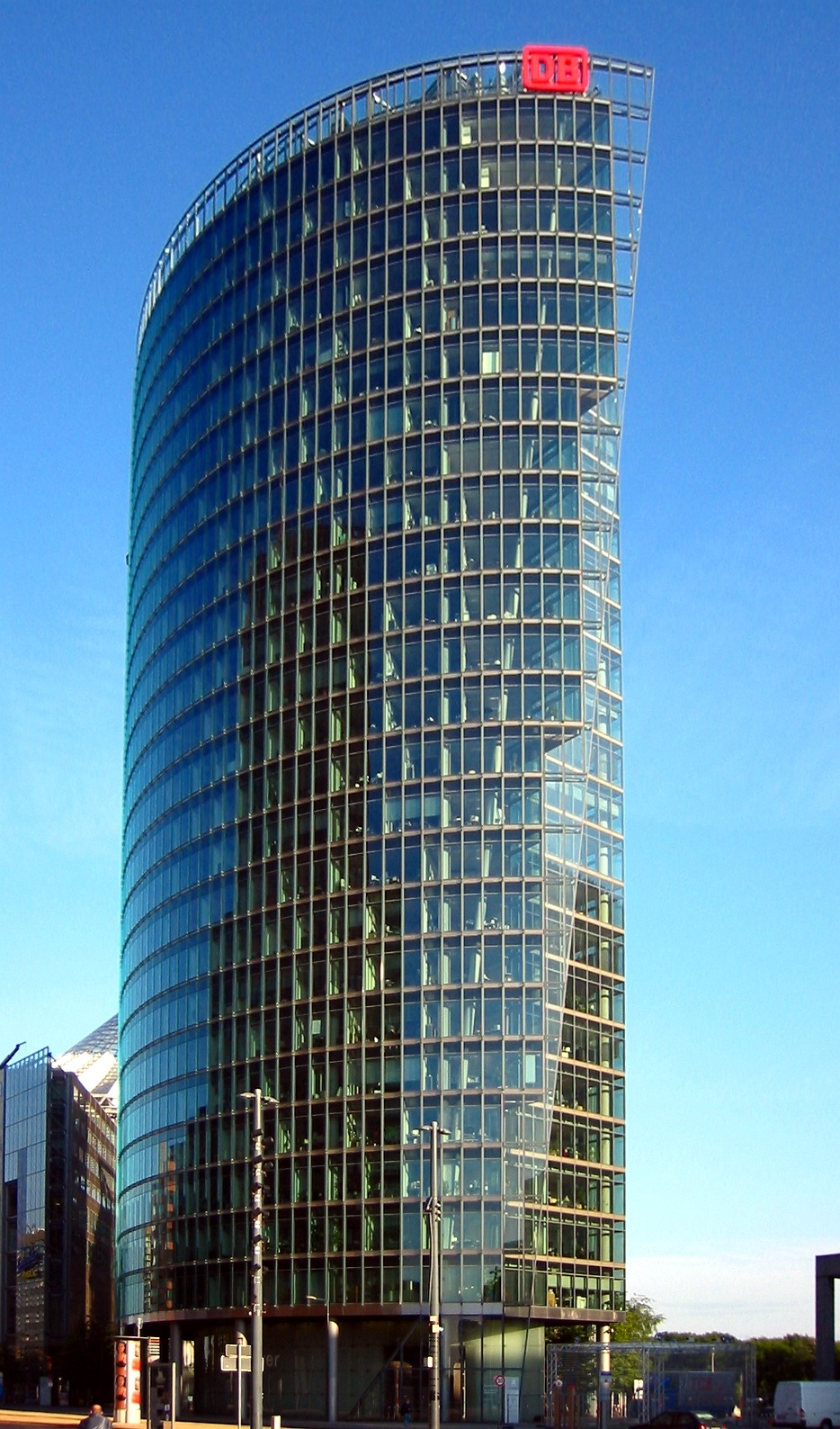